# Pääsküla
Pääsküla est un quartier du district de  Nõmme  à Tallinn en Estonie.

## Description
En 2019, Pääsküla compte 9 684 habitants.
Sa superficie est de 6,61 km2.
Pääsküla est bordé par les quartiers Vana-Mustamäe, Hiiu, Kivimäe, Nõmme et Laagri.
Pääsküla est aussi bordé par les communes de Harku, Saue et Saku.
La rivière Pääsküla (et) longe la frontière sud du quartier de Pääsküla
Les rues du quartier sont Adra tänav, Hirve tänav, Hirve põik, Hommiku tänav, Ilvese tänav, Kaasiku tänav, Kadaka puiestee, Kalda tänav, Kanarbiku tänav, Karusambla tänav, Kastani tänav, Kasteheina tänav, Kumalase tänav, Käolina tänav, Kärbi tänav, Külvi tänav, Laaniku tänav, Lauliku tänav, Leegi tänav, Lehtpuu tänav, Lemmiku tänav, Lemmiku põik, Liipri tänav, Lõikuse tänav, Lõo tänav, Läike tänav, Mesila tänav, Metsaveere tänav, Muraka tänav, Muuluka tänav, Mägra tänav, Möldre tee, Naaritsa tänav, Nugise tänav, Palu tänav, Palusambla tänav, Pilliroo tänav, Põdra tänav, Põllu tänav, Põllu põik, Päikese puiestee, Pärja tänav, Pärnu maantee, Pääsküla tänav, Raba tänav, Rabaveere tänav, Raie tänav, Rao tänav, Raudtee tänav, Rebase tänav, Rohula tänav, Roosi tänav, Rõõmu tänav, Ränduri tänav, Räni tänav, Rännaku puiestee, Saagi tänav, Saarepuu tänav, Saha tänav, Saha põik, Sambliku tänav, Sarve tänav, Seedri tänav, Seedri põik, Sireli tänav, Sisaski tänav, Soovildiku tänav, Suvila tänav, Sõbra tänav, Sõbra põik, Sõnajala tänav, Särje tänav, Tammepärja tänav, Tammiku tänav, Toome puiestee, Toome põik, Turbasambla tänav, Vabaduse puiestee, Vainu tänav, Viisi tänav, Vikerkaare tänav, Värsi tänav, Õhtu tänav et Õitse tänav.

## Population
| 2008  | 2010  | 2011  | 2012  | 2013  | 2014  |
| ----- | ----- | ----- | ----- | ----- | ----- |
| 9 477 | 9 571 | 9 586 | 9 843 | 9 852 | 9 948 |

| 2015  | 2016  | 2017  | 2018  | 2019  | 2020  |
| ----- | ----- | ----- | ----- | ----- | ----- |
| 9 944 | 9 950 | 9 879 | 9 955 | 9 684 | 9 741 |

| 2021  | 2022  | - | - | - | - |
| ----- | ----- | - | - | - | - |
| 9 608 | 9 521 | - | - | - | - |

## Transports
Les lignes de bus n° 10, 14, 18, 18А, 20, 20А, 27 desservent le quartier.

## Lieux et monuments
- Teelise tn 4 - Service des Transports ;
- Pärnu mnt 554 - Supermarché Selver ;
- Raba tn 10 - Jardin d'enfants « Rabarüblik »  ;
- Rännaku pst 28 - Jardin d'enfants « Rännaku »  ;
- Saha tn 19 - Jardin d'enfants « Männimudila »  ;
- Vikerkaare tn 10 - École de Pääsküla ;
- Leegi tn 14 - École primaire de Kivimäe ;
- Pärnu mnt 480A - Bibliothèque de Pääsküla ;
- Vabaduse pst 156 - Piscine de Nõmme ;
- Pärnu mnt 453E - Magasin Rimi ;
- Pärnu mnt 534 - Magasin Maxima

## Galerie

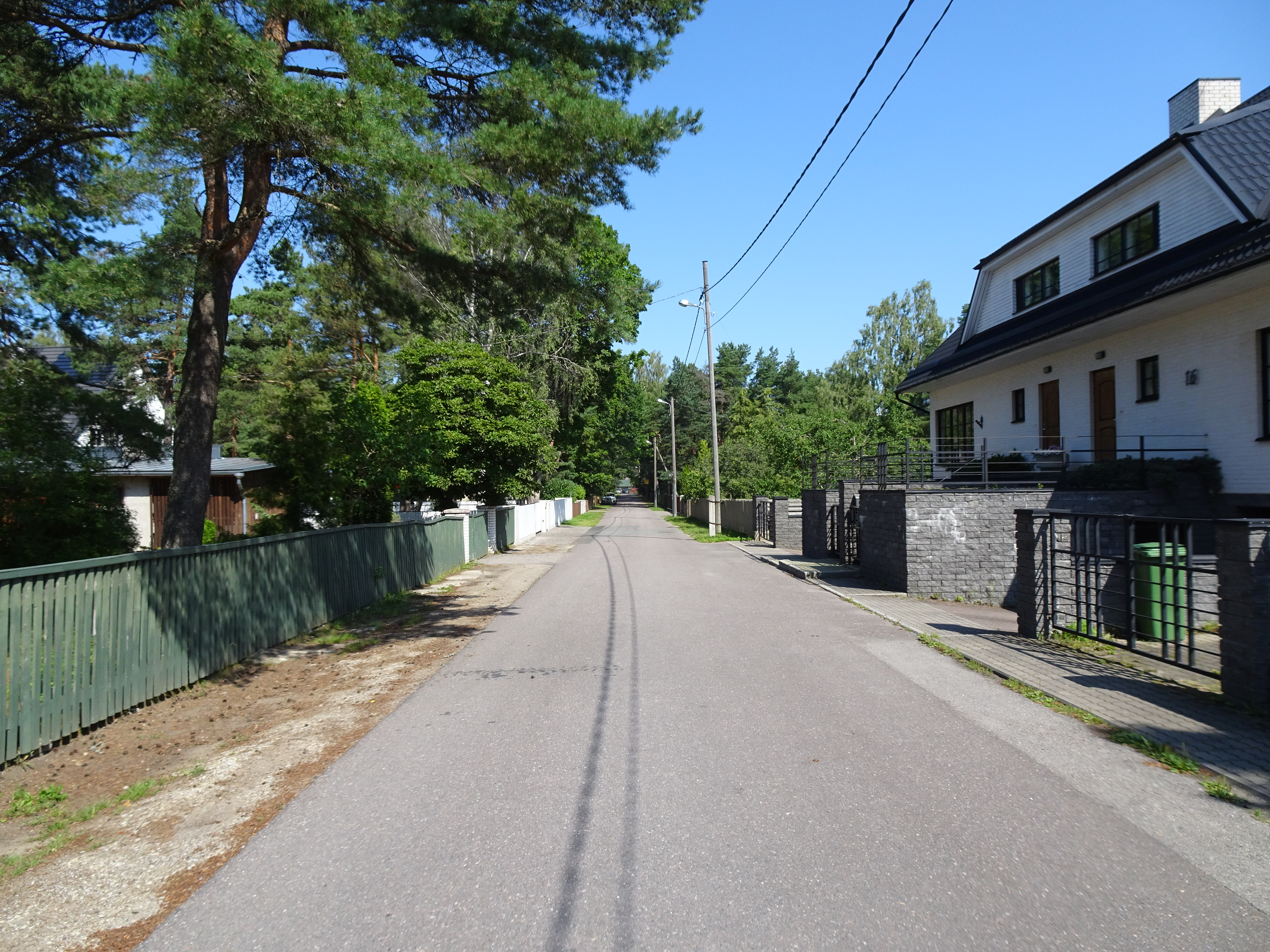
Lehtpuu tänav.
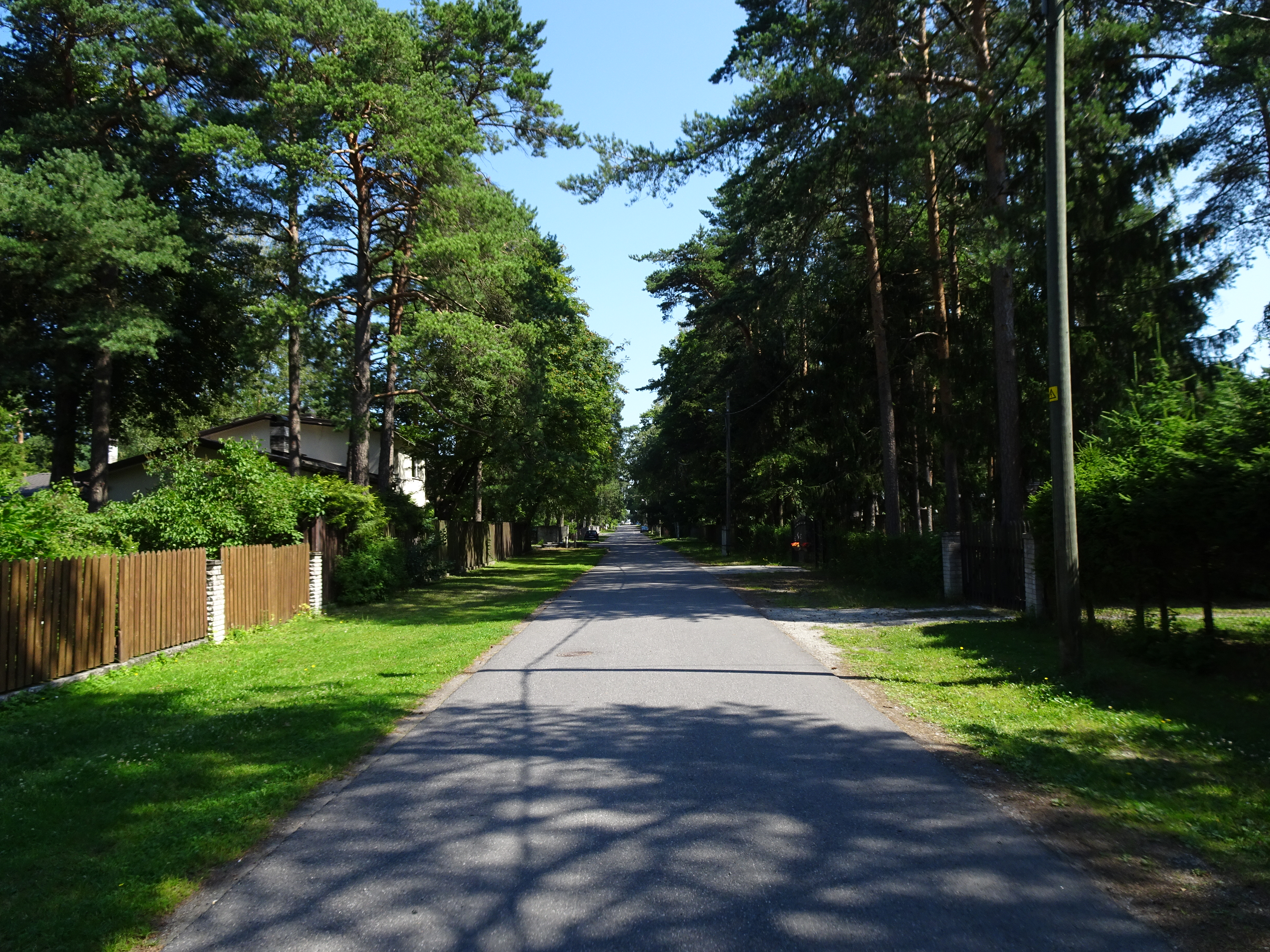
Lauliku tänav.
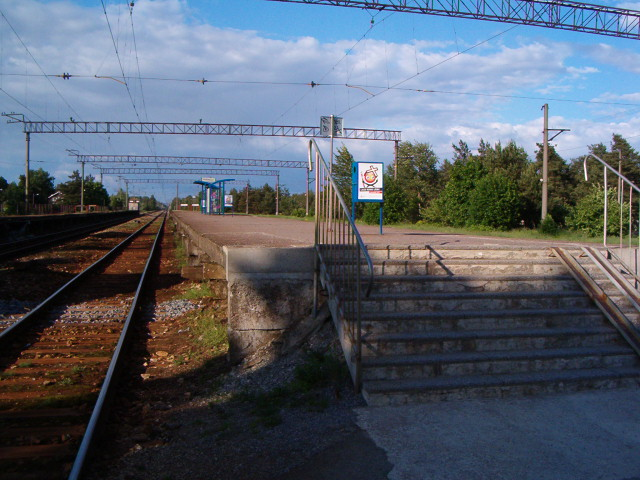
Ancienne gare de Pääsküla
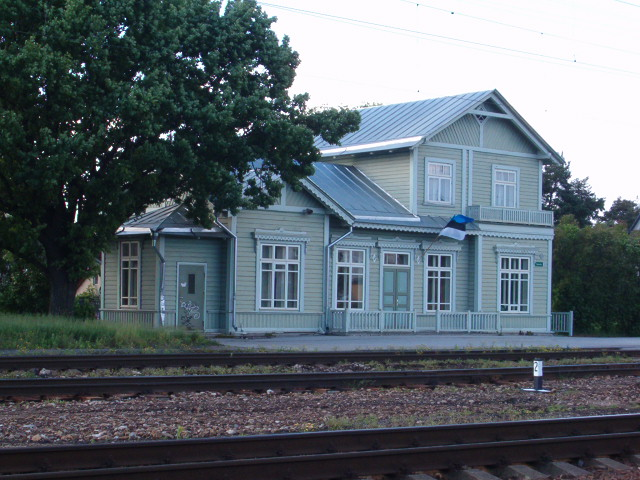
Ancienne gare de Pääsküla

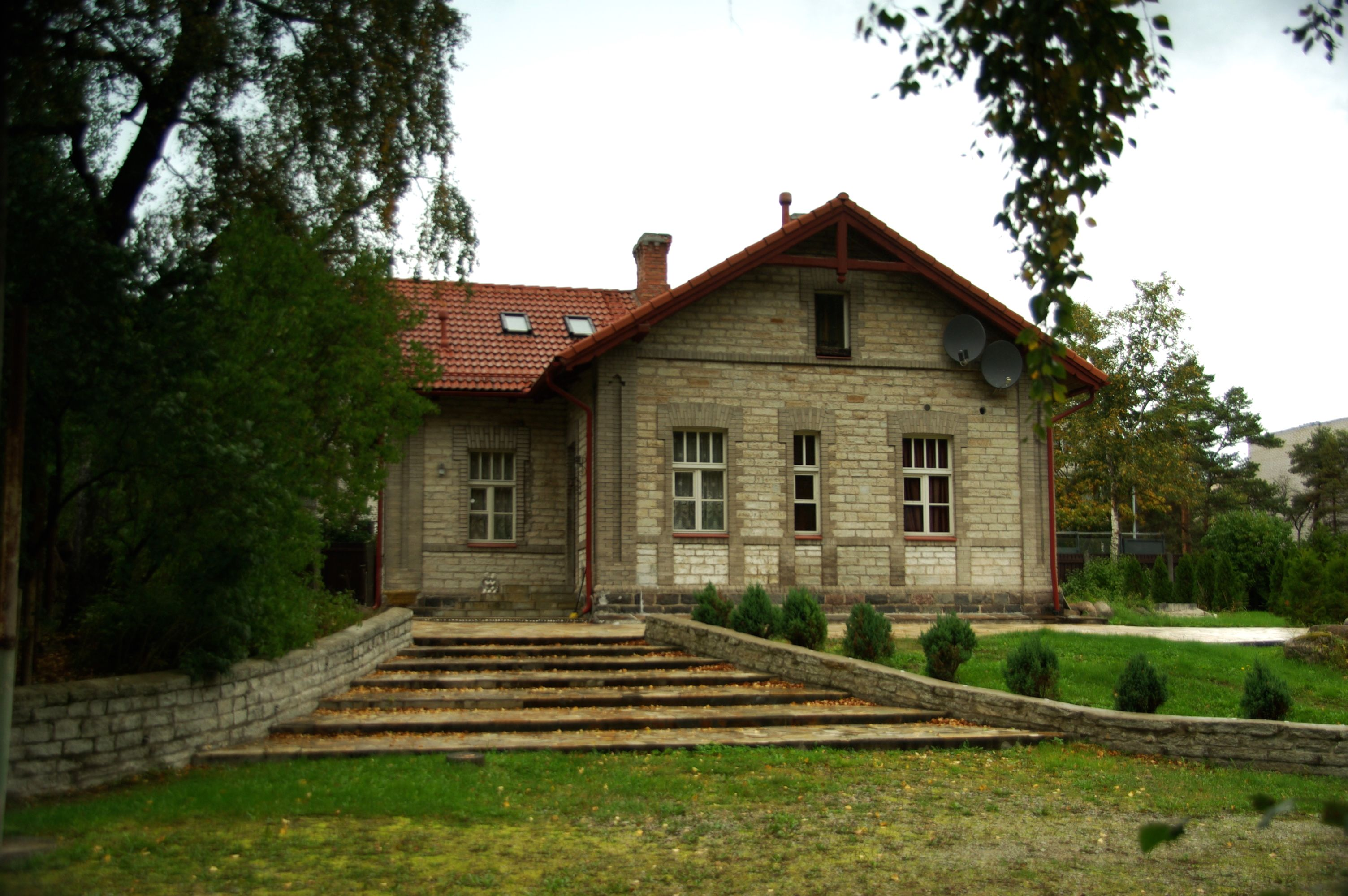
Vadabuse pst 183.
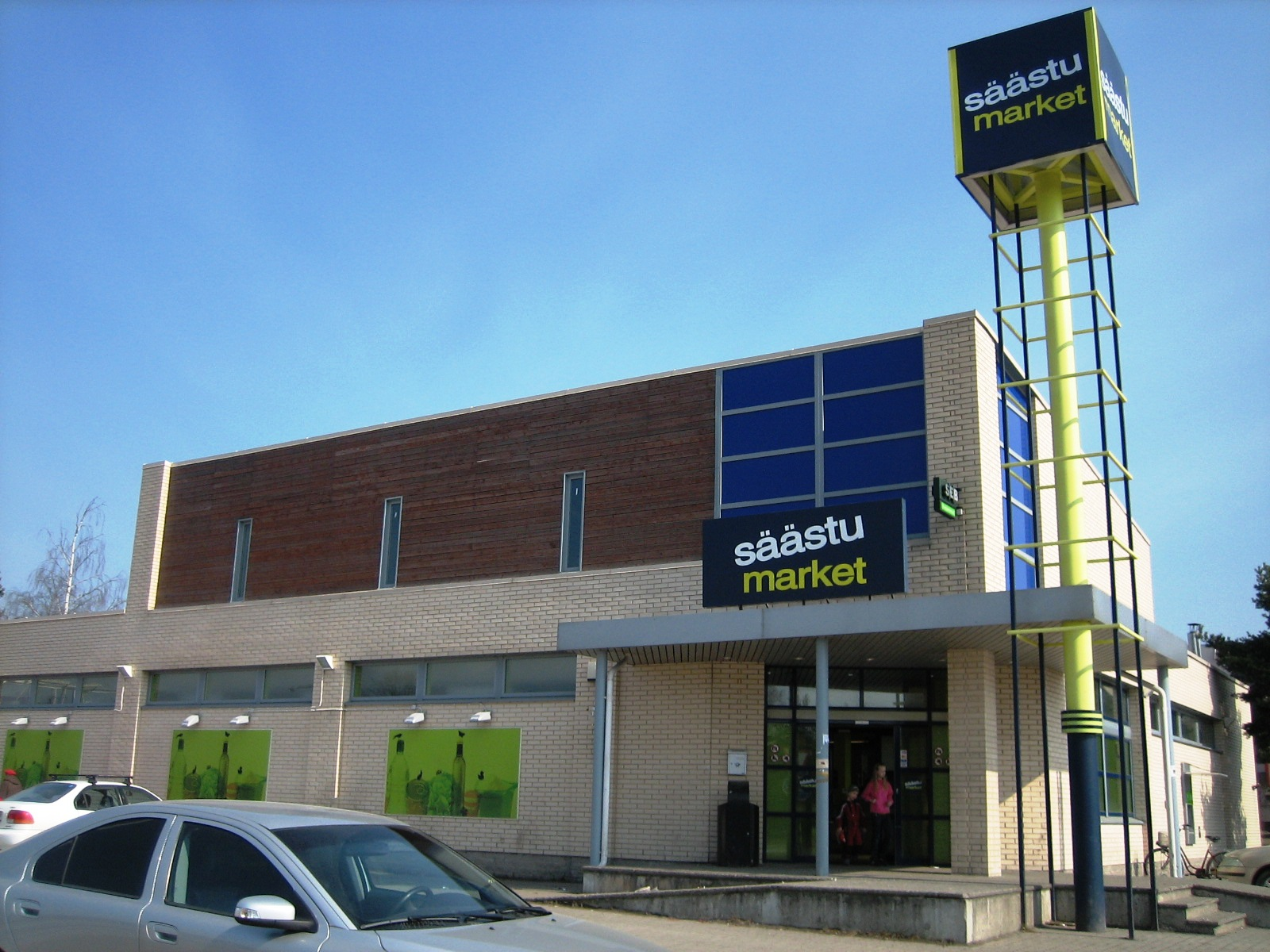
Laagri Säästumarket
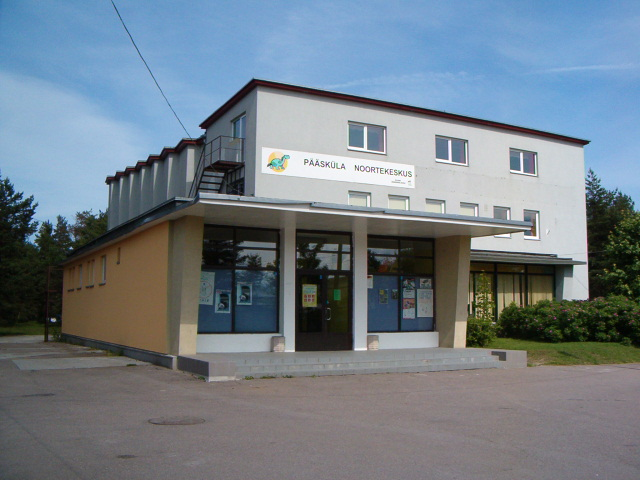
Bâtiment du centre de jeunesse de Pääsküla.
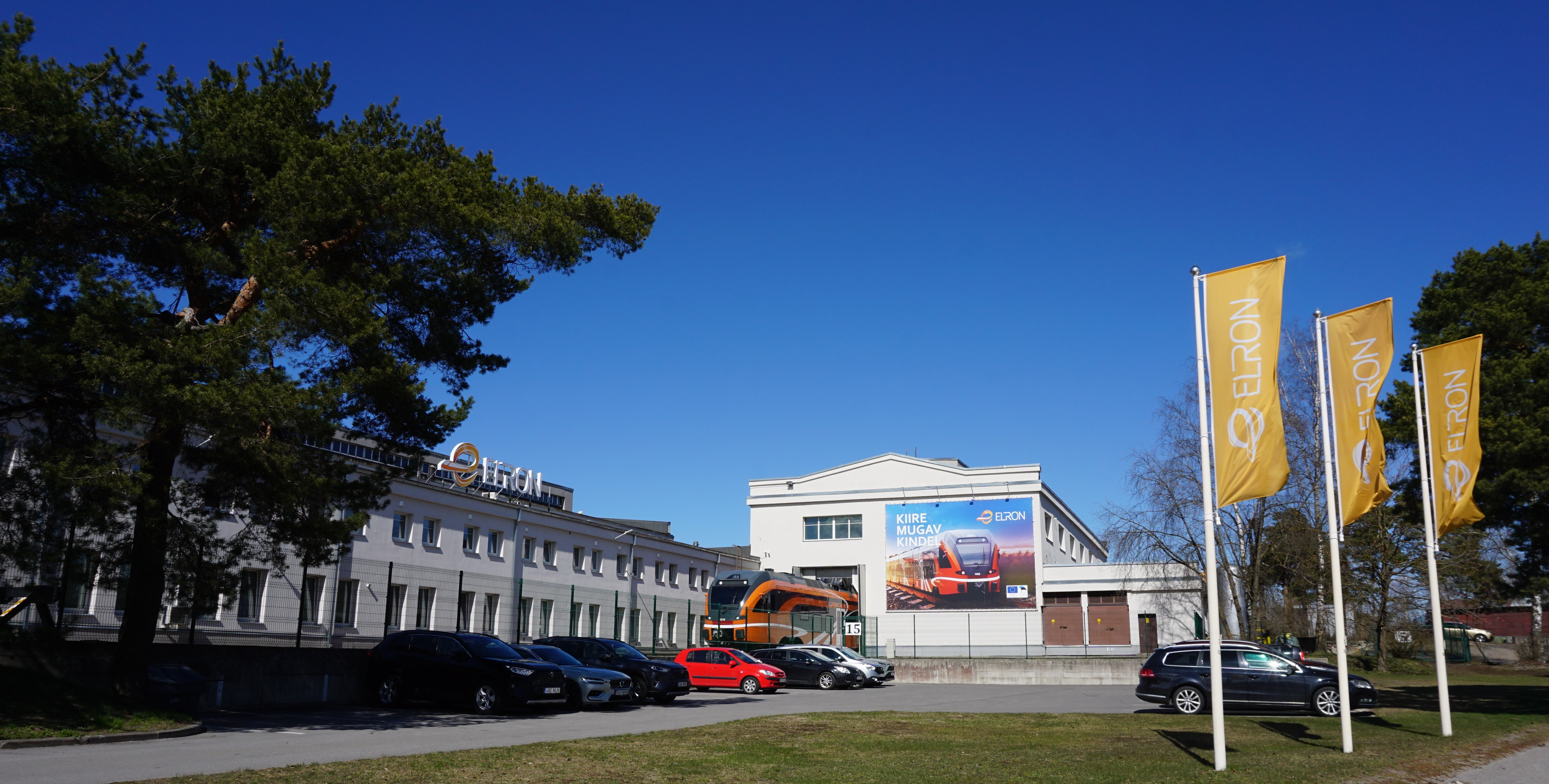
Dépôt de Vabaduse puiestee.